# Liste der Biografien/Rosh
Liste der Biografien |
Portal Biografien |
Personensuche
# |
A |
B |
C |
D |
E |
F |
G |
H |
I |
J |
K |
L |
M |
N |
O |
P |
Q |
R |
S |
T |
U |
V |
W |
X |
Y |
Z |
?
 
Ra |
Rb |
Rd |
Re |
Rh |
Ri |
Rj |
Rk |
Rl |
Rm |
Rn |
Ro |
Rr |
Rs |
Rt |
Ru |
Rv |
Rw |
Rx |
Ry |
Rz
 
Roa |
Rob |
Roc |
Rod |
Roe |
Rof |
Rog |
Roh |
Roi |
Roj |
Rok |
Rol |
Rom |
Ron |
Roo |
Rop |
Roq |
Ror |
Ros |
Rot |
Rou |
Rov |
Row |
Rox |
Roy |
Roz 
 
Rosa |
Rosb |
Rosc |
Rosd |
Rose |
Rosh |
Rosi |
Rosj |
Rosk |
Rosl |
Rosm |
Rosn |
Roso |
Rosp |
Rosq |
Ross |
Rost |
Rosu |
Rosv |
Rosw |
Rosy |
Rosz 
Die Liste der Biografien führt alle Personen auf, die in der deutschsprachigen Wikipedia einen Artikel haben. Dieses ist eine Teilliste mit 16 Einträgen von Personen, deren Namen mit den Buchstaben „Rosh“ beginnt.

## Rosh
- Rosh, Lea (* 1936), deutsche Fernsehjournalistin, Autorin und PublizistinLea Rosh (* 1936)

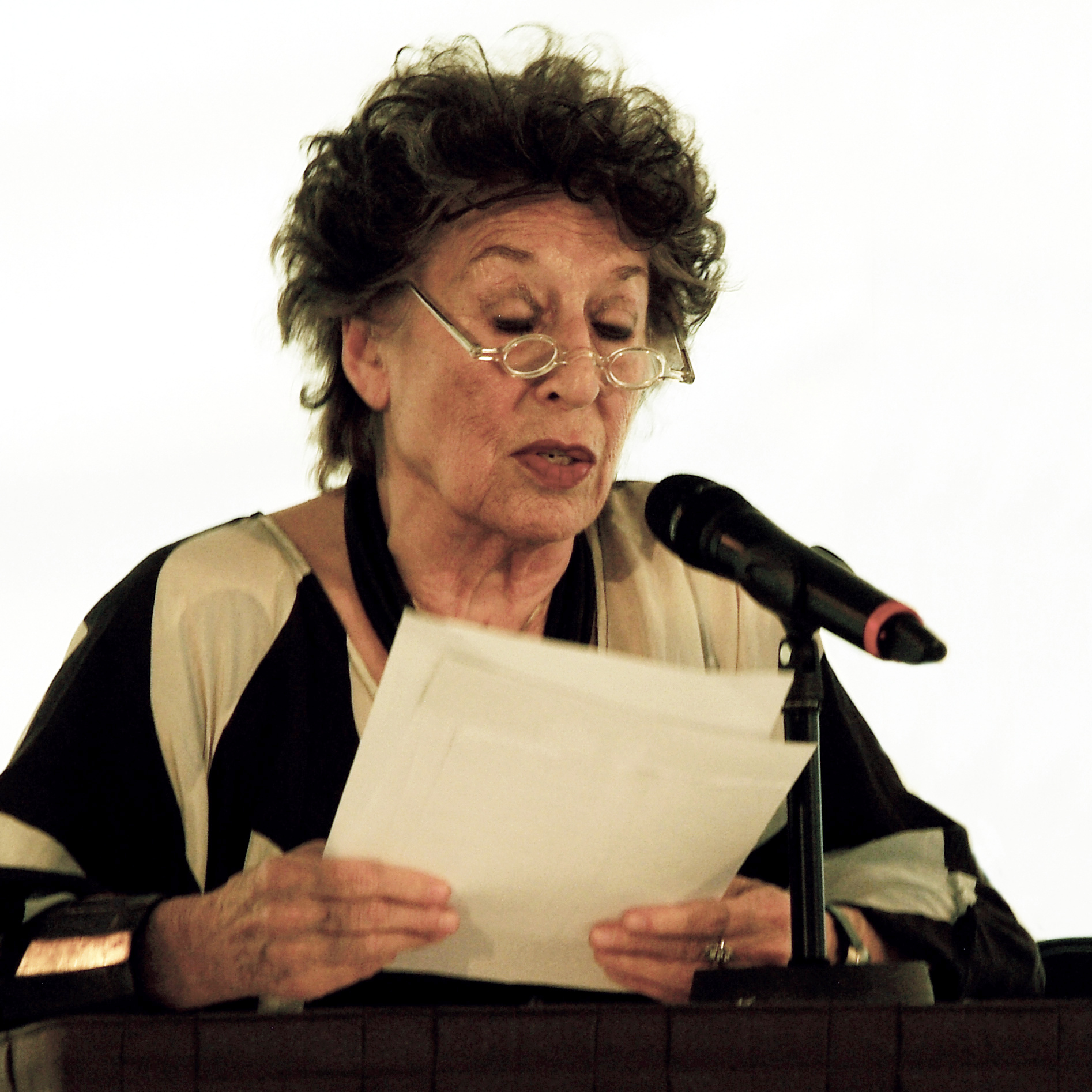
Lea Rosh (* 1936)

### Rosha
- Roshan, Hrithik (* 1974), indischer Bollywood-Schauspieler
- Roshan, Rakesh (* 1949), indischer Regisseur und Bollywoodschauspieler
- Roshani, Anuschka (* 1966), deutsche Journalistin, Autorin und Herausgeberin
- Roshardt, Pia (1892–1975), Schweizer Malerin, Weberin, Stickerin, Illustratorin und Zeichenlehrerin
- Roshardt, Robin (* 1988), Schweizer Tennisspieler
- Roshardt, Walter (1897–1966), Schweizer Maler, Grafiker, Zeichner und Zeichenlehrer

### Roshc
- Roshchyn, Alexei (* 1985), belarussisch-spanischer Eishockeyspieler

### Roshe
- Rosher, Charles (1885–1974), britischer Kameramann
- Rosher, Charles junior (1935–2015), US-amerikanischer Kameramann
- Rosheuvel, Golda (* 1972), guyanisch-britische Schauspielerin

### Roshi
- Roshi, Odise (* 1991), albanischer Fußballspieler
- Roshier, Darren (* 1990), Schweizer Performancekünstler und Aktivist

### Roshk
- Roshko, Anatol (1923–2017), US-amerikanischer Physiker

### Rosho
- Rosholt, Christine (1965–2011), US-amerikanische Jazzsängerin

### Roshw
- Roshwald, Mordecai (1921–2015), amerikanischer Sozialwissenschaftler und Schriftsteller